# Pseudambasia acuticaudata
Pseudambasia acuticaudata is een vlokreeftensoort uit de familie van de Lysianassidae. De wetenschappelijke naam van de soort is voor het eerst geldig gepubliceerd in 1984 door Ledoyer.